# 징광 고속철도
징광 고속철도(중국어: 京广高速铁路)는 중화인민공화국의 베이징 서역과 광저우 남역(广州南站)를 연결하는 고속철도이다. 2012년 12월 26일 베이징에서 광저우까지 구간이 완전개통되어 전체 길이가 2,118km에 달하여, 현재 세계에서 가장 긴 단일 고속철도 노선이 되었다. 이 노선의 남단에서부터, 현재 건설 중에 있는 고속철로(广深港高速铁路)와 서로 연결되어 《중장기철로망 계획》 가운데 하나인 4종4횡 철로 쾌속여객운송망(「四縱四橫」鐵路快速客運通道)을 구성하여 베이징부터 홍콩까지 여객전용노선 2,440km가 된다. 이 노선은 광저우에서 선전까지는 이미 개통되었고, 2018년 9월 23일에 선전에서 홍콩까지 구간이 개통되었다.

## 역사
- 2005년 9월 1일 : 우광 고속철도 구간 착공.
- 2005년 12월 28일 : 광선강 고속철도 본토 구간 착공.
- 2008년 10월 8일 : 징스 고속철도 구간 착공.
- 2008년 10월 15일 : 스우 고속철도 구간 착공.
- 2009년 12월 26일 : 우광 고속철도 구간 개통.
- 2010년 1월 27일 : 광선강 고속철도 푸톈 ~ 가우룽 구간 착공.
- 2011년 12월 26일 : 광선강 고속철도 본토 구간 개통.
- 2012년 9월 28일 : 스우 고속철도 1단계 구간 개통.
- 2012년 12월 26일 : 징스 고속철도, 스우 고속철도 2단계 구간 개통.
- 2014년 7월 : 광선강 고속철도 푸톈 ~ 선전 구간 개통.
- 2018년 9월 23일 : 광선강 고속철도 푸톈 ~ 가우룽 구간 개통.[9]

## 현황
- 현재 운행 중인 노선은 녹색으로 표기되었다.

| 노선                        | 비고                                                                   | 영업 최고 속도                                                    | 영업 거리 (km) | 착공 시기        | 완공 시기                                                                                    | 최고 영업 속도 |
| --------------------------- | ---------------------------------------------------------------------- | ----------------------------------------------------------------- | -------------- | ---------------- | -------------------------------------------------------------------------------------------- | -------------- |
| 징광 고속철도               | 베이징에서 광저우를 거처 선전을 경유해 홍콩까지 연결하는 고속철도 노선 | 350                                                               | 2,230          | 2005년 9월 1일   | 2018년 9월 23일                                                                              | 아래 참고      |
| 징스 고속철도               | 베이징에서 스자좡까지 연결하는 고속철도 노선                           | 350                                                               | 281            | 2008년 10월 8일  | 2012년 12월 26일                                                                             | 없음           |
| 스우 고속철도               | 우한에서 스자좡까지 연결하는 고속철도 노선                             | 350                                                               | 838            | 2008년 10월 15일 | 2012년 9월 28일 (정저우 동역 ~ 우한 역 구간) 2012년 12월 26일 (스자좡 역 ~ 정저우 동역 구간) | 없음           |
| 우광 고속철도               | 우한에서 광저우까지 연결하는 고속철도 노선                             | 350                                                               | 968            | 2005년 9월 1일   | 2009년 12월 26일                                                                             | 313            |
| 광선강 고속철도 (본토 구간) | 선전에서 광저우까지 연결하는 고속철도 노선                             | 350 (광저우 서역 ~ 선전 북역 구간) 200 (선전 북역 ~ 푸톈 역 구간) | 106            | 2005년 12월 18일 | 2011년 12월 26일 (광저우 서역 ~ 선전 북역 구간) 2014년 7월 (선전 북역 ~ 푸톈 역 구간)        | 308            |
| 광선강 고속철도 (홍콩 구간) | 선전에서 홍콩까지 연결하는 고속철도 노선                               | 200                                                               | 36             | 2010년 1월 27일  | 2018년 9월 23일                                                                              |                |

## 역 목록
| 한국어          | 중국어   | 영어              | 영업 거리 (km) | 소재지    | 소요 시간 250km/h 350km/h |
| --------------- | -------- | ----------------- | -------------- | --------- | ------------------------- |
| 베이징 서역     | 北京西   | Beijing West      | 0              | 베이징시  | 0:00 (D2031) 0:00 (G71)   |
| 정저우 서역     | 涿州东   | Zhuozhou East     | 59             | 바오딩 시 | 0:25 (D2021) 0:25 (G527)  |
| 가오베이뎬 동역 | 高碑店东 | Gaobeidian East   | 84             | 바오딩 시 | 0:30 (D2031) 0:30 (G567)  |
| 바오딩 동역     | 保定东   | Nanfen North      | 139            | 바오딩 시 | 0:54 (D2031) 0:41 (G71)   |
| 딩저우 동역     | 定州东   | Dingzhou East     | 200            | 바오딩 시 | 2:13 (D2021) 1:01 (G567)  |
| 정딩 공항역     | 正定机场 | Zhengding Airport | 244            | 스자좡시  | 1:38 (D2031) 1:17 (G6701) |
| 스자좡 역       | 石家庄   | Shijiazhuang      | 280            | 스자좡시  | 1:54 (D2031) 1:19 (G71)   |
| 가오이 서역     | 高邑西   | Gaoyi West        | 323            | 스자좡시  | 2:12 (D2031) 1:38 (G563)  |
| 싱타이 동역     | 邢台东   | Xingtai East      | 384            | 싱타이 시 | 2:39 (D2031) 1:58 (G563)  |
| 한단 동역       | 邯郸东   | Handan East       | 437            | 한단 시   | 2:58 (D2031) 2:01 (G71)   |
| 안양 동역       | 安阳东   | Anyang East       | 496            | 안양 시   | 3:17 (D2031) 2:28 (G567)  |
| 허비 동역       | 鹤壁东   | Hebi East         | 542            | 허비 시   | 3:54 (D2031) 2:31 (G527)  |
| 신샹 동역       | 新乡东   | Xinxiang East     | 595            | 신샹 시   | 4:12 (D2031) 2:41 (G71)   |
| 정저우 동역     | 郑州东   | Zhengzhou East    | 663            | 정저우시  | 4:44 (D2031) 3:04 (G71)   |
| 쉬창 동역       | 许昌东   | Xuchang East      | 744            | 쉬창 시   | 5:09 (D2031) 3:31 (G527)  |
| 뤼허 서역       | 漯河西   | Luohe West        | 799            | 뤼허 시   | 5:38 (D2031) 3:50 (G503)  |
| 주마뎬 서역     | 驻马店西 | Luohe West        | 864            | 주마뎬 시 | 5:58 (D2031) 3:53 (G71)   |
| 밍강 동역       | 明港东   | Luohe West        | 917            | 신양 시   | 6:17 (D2031)              |
| 신양 동역       | 信阳东   | Xinyang East      | 960            | 신양 시   | 6:32 (D2031) 4:22 (G527)  |
| 샤오간 북역     | 孝感北   | Xiaogan North     | 1,024          | 샤오간 시 | 6:52 (D2031) 4:33 (G71)   |
| 헝딩엔 동역     | 横店东   | Hengdian East     | 공사중         | 우한시    | 공사중                    |
| 우한 역         | 信阳东   | Wuhan             | 1,136          | 우한시    | 7:25 (D2031) 4:17 (G79)   |
| 우롱찬 동역     | 乌龙泉东 | Wulongquan East   | 공사중         | 우한시    | 공사중                    |
| 셴닝 북역       | 咸宁北   | Xianning North    | 1,221          | 셴닝 시   | 7:49 (D2103) 5:32 (G501)  |
| 츠비 북역       | 赤壁北   | Chibi North       | 1,264          | 셴닝 시   | 8:10 (D2103) 5:46 (C503)  |
| 웨양 동역       | 岳阳东   | Yueyang East      | 1,346          | 웨양 시   | 8:33 (D2103) 5:58 (G71)   |
| 미뤄 동역       | 汨罗东   | Miluo East        | 1,416          | 웨양 시   | 8:59 (D2103) 6:19 (G501)  |
| 창사 북역       | 长沙南   | Changsha South    | 1,484          | 창사시    | 9:25 (D2103) 6:34 (G71)   |
| 주저우 서역     | 株洲西   | Zhuzhou West      | 1,524          | 주저우 시 | 9:46 (D2103)              |
| 헝산 서역       | 衡山西   | Hengshan West     | 1,591          | 헝양 시   | 10:10 (D2103) 7:07 (G71)  |
| 헝양 동역       | 衡阳东   | Hengshan West     | 1,632          | 헝양 시   | 10:28 (D2103) 7:22 (G71)  |
| 레이양 서역     | 耒阳西   | Leiyang West      | 1,687          | 헝양 시   | 10:53 (D2103) 7:41 (G71)  |
| 천저우 서역     | 郴州西   | Chenzhou West     | 1,766          | 천저우 시 | 11:22 (D2103) 8:09 (G71)  |
| 러창 동역       | 乐昌东   | Hengdian East     | 공사중         | 사오관 시 | 공사중                    |
| 사오관 역       | 韶关     | Shaoguan          | 1,896          | 사오관 시 | 8:29 (G81)                |
| 잉더 서역       | 英德西   | Yingde West       | 1,966          | 칭위안 시 | 12:21 (D2103)             |
| 칭위안 역       | 清远     | Qingyuan          | 2,023          | 칭위안 시 | 12:59 (D2103)             |
| 광저우 서역     | 广州北   | Guangzhou North   | 2,060          | 광저우시  | 13:13 (D2103)             |
| 광저우 동역     | 广州南   | Guangzhou South   | 2,105          | 광저우시  | 13:55 (D2103) 9:38 (G71)  |
| 칭성 역         | 庆盛     | Qingsheng         | 2,136          | 광저우시  |                           |
| 후먼 역         | 虎门     | Humen             | 2,155          | 둥관 시   |                           |
| 광밍청 역       | 光明城   | Guangmingcheng    | 2,191          | 선전시    |                           |
| 선전 북역       | 深圳北   | Shenzhen North    | 2,208          | 선전시    | 10:16 (G71)               |
| 푸톈 역         | 福田     | Futian            | 2,216          | 선전시    |                           |
| 가우룽 서역     | 西九龍   | West Kowloon      | 2,247          | 홍콩      |                           |

## 같이 보기
- 징스 고속철도
- 스우 고속철도
- 우광 고속철도
- 광선강 고속철도